# Keprabon (Polanharjo)
Keprabon is een bestuurslaag in het regentschap Klaten van de provincie Midden-Java, Indonesië. Keprabon telt 2534 inwoners (volkstelling 2010).